# Mozzo
Mozzo är en ort och kommun i provinsen Bergamo i regionen Lombardiet i Italien. Kommunen hade 7 470 invånare (2018).